# Gerichtsbezirk Pisino
Der Gerichtsbezirk Pisino (deutsch: Mitterburg; italienisch: distretto giudiziario Pisino; slowenisch: občina židovska Pazin, kroatisch: kotarsko satničtvo Pazin) war ein dem Bezirksgericht Pisino unterstehender Gerichtsbezirk in der Markgrafschaft Istrien. Der Gerichtsbezirk umfasste Gebiete in Istrien bzw. im heutigen Kroatien. Nach dem Ersten Weltkrieg musste Österreich den gesamten Gerichtsbezirk an Italien abtreten, nach dem Zweiten Weltkrieg gelangte das Gebiet an Jugoslawien. Er ist heute Teil der Gespanschaft Istrien.

## Geschichte
Um 1850 wurde in Istrien so wie im gesamten Kaisertum Österreich die ursprüngliche Patrimonialgerichtsbarkeit aufgelöst. In der Folge wurde unter anderen der Gerichtsbezirk Pisino geschaffen. Der Gerichtsbezirk unterstand dem für die gesamte Grafschaft zuständigen Landesgericht Rovigno, das wiederum dem Oberlandesgericht Triest, das am 1. Mai 1850 seine Tätigkeit aufnahm, unterstellt war. Auch nachdem Istrien bzw. Triest sowie Görz und Gradisca vom ursprünglichen Kronland Küstenland ihre Selbständigkeit als Kronland erlangten, blieb das Oberlandesgericht Triest die oberste Instanz für den Gerichtsbezirk Pisino.
Der Gerichtsbezirk Pisino bildete im Zuge der Trennung der politischen von der judikativen Verwaltung
ab 1868 gemeinsam mit dem Gerichtsbezirk Albona (Labin) den Bezirk Pisino.
Der Gerichtsbezirk Pisino wies 1869 eine Bevölkerung von 24.250 Personen auf.
Bis 1910 wuchs die Einwohnerzahl auf 30.807 an, davon hatten 28.785 Personen Kroatisch (93,4 %) als Umgangssprache angegeben, 1.636 sprachen Italienisch (5,3 %), 122 Slowenisch (0,4 %) und 5 Deutsch (0,2 %). Der Bezirk umfasste zuletzt eine Fläche von 540,43 km² bzw. vier Gemeinden.
Durch die Grenzbestimmungen des am 10. September 1919 abgeschlossenen Vertrages von Saint-Germain wurde der Gerichtsbezirk Pisino zur Gänze Italien zugeschlagen. Nach dem Zweiten Weltkrieg gelangte das Gebiet des ehemaligen Gerichtsbezirks an Jugoslawien und ist seit 1991 Teil der Republik Kroatien.
| Jahr | Ein- wohner | Deutsch- sprachige | Italienisch- sprachige | Slowenisch- sprachige | Kroatisch- sprachige |
| ---- | ----------- | ------------------ | ---------------------- | --------------------- | -------------------- |
| 1869 | 24.250      |                    |                        |                       |                      |
| 1880 | 25.892      | 135                | 3.269                  | 188                   | 22.185               |
| 1890 | 26.323      | 67                 | 1.757                  | 148                   | 24.244               |
| 1910 | 30.807      | 52                 | 1.636                  | 122                   | 28.785               |

## Gerichtssprengel
Der Gerichtsbezirk Pisino umfasste Ende Februar 1918 die vier Gemeinden Antignana (Tinjan),  Bogliuno (Boljun), Gimino (Žminj) und Pisino (Pazin).